# Tatenice (zámek)
Zámek Tatenice je renesanční zámek z roku 1606 se soudobou štukovou výzdobou ležící 13 kilometrů západně od města Zábřeh ve stejnojmenné obci v okrese Ústí nad Orlicí. Od roku 1964 je zámek chráněn jako kulturní památka.

## Historie
Ves Tatenice ležící na významné obchodní stezce vedoucí z Moravy do Čechy byla ve druhé polovině 13. století rozdělena mezi zboží kláštera Koruna Mariina u Krasíkova a mezi panství hradu Hoštejn. A právě v této části vsi byla založena tvrz, jež se poprvé připomíná od roku 1287, kdy Tatenice patřila Šternberkům společně se zábřežským panstvím. V roce 1298 byla tvrz věnem matce Jaroslava ze Šternberka. Šternberkům náležela tvrz až do roku 1418. Z této původní tvrze zřejmě pochází sklepy pod dnešním východním křídlem zámku a část obvodových zdí. Tvrz s větší částí obce patřila poté dlouhou dobu k hoštejnskému panství společně se panstvím šilperským, k němuž byla připojena koncem 14. století i klášterní část tatenické vsi.
V následujících letech se v držení tvrze vystřídala řada majitelů: (1418–1446) Švihovští z Rýzmberka, (1453–1478) Tunklové z Brníčka, (1480–1516) Krčmové z Koněpas a od roku 1517 páni z Boskovic a později páni z Dubé. V roce 1600, kdy již byla Tatenice oddělena od šilperského panství, koupil ves s tvrzí a několika okolními – dnes již zaniklými vesnicemi (Hadovec, Orlíkov, Sudina) – majitel moravskotřebovského panství Ladislav Velen ze Žerotína. Ten ji o šest let později přestavěl na jednopatrový pozdně renesanční lovecký zámek. Nad jeho vchodem je umístěn žerotínský erb spolu se znakem manželky Bohunky z Kunovic a letopočtem 1606. Na přestavbě se zřejmě podílela stavební huť vlašského stavitele Jana Mottaly de Bonnamone působící v té době i na moravskotřebovském zámku.
Tatenický zámek byl koncipován jako čtyřkřídlá stavba uzavírající nevelké nádvoří, přičemž část původní tvrze byla zahrnuta do novostavby jako východní křídlo. Vstupní severní křídlo bylo ozdobeno renesančním portálem, který zdobí i vstup do tohoto křídla z nádvoří. Obytné prostory, bohatě vyzdobené renesanční štukou, byly soustředěny do severního a východního křídla, hospodářské příslušenství bylo v méně honosném jižním a západním křídle. Nádvoří bylo pravděpodobně ozdobeno arkádou. Štuková výzdoba představuje jeden z vrcholů moravského renesančního štukatérského umění. Členění valených kleneb i ozdobné motivy jsou ve všech místnostech velmi podobné – pouze jsou bohatěji či prostěji provedeny. Nejimpozantnější je výzdoba tzv. Hlavního sálu, jehož nádheru předčí pouze císařský sál Bučovického zámku. Italská renesance měla na Ladislava zřejmě velký vliv, což se projevilo na mnoha jeho stavbách na severozápadě Moravy (zejména zámky Moravská Třebová a Ruda nad Moravou).
Ladislav Velen pro účast na protihabsburském povstání v letech 1618–1620 musel uprchnout ze země. Jeho majetky byly zkonfiskovány a prodány Lichtenštejnům. Zámek a statek Tatenice byl poté připojen k zábřežskému panství Lichtenštejnů. Kníže Karel z Lichtenštejna ani jeho nástupci neměli zájem o pobyt na renesančním venkovském sídle, a tak se zámek změnil jen v sídlo správy dvora, byty úředníků a část byla využívána k hospodářským účelům. V roce 1787 za Aloise Josefa I. z Lichtenštejna byl tatenický statek rozparcelován a se zámkem byl prodán místnímu statkáři. Vedlejší budovy (původně byty služebnictva a stáje) byly strženy a zámek přeměněn na venkovské obydlí statkáře. Úpadek objektu pokračoval dále, takže v roce 1945 už byla celá budova ve velmi špatném stavu a sloužila hospodářským účelům, část také jako hostinec, který je tu dodnes. V budově sídlí také obecní úřad.

## Současnost
Po druhé světové válce objekt sloužil k různým účelům (kulturní sál, kino, sklady, školní jídelna) a dále chátral. V šedesátých letech se dokonce uvažovalo o jeho demolici. Teprve v roce 1972 bylo rozhodnuto o generální rekonstrukci celého objektu. Rekonstruovaný zámek byl slavnostně otevřen 9. května 1985. Základní projekt rekonstrukce zpracovali architekti Kodýtek a Čurda. Z původního zámku se zachoval např. žerotínský portál s erbem Bohunky z Kunovic, v patře částečně obnovená arkáda a především renesanční štuková výzdoba interiéru zámku. Zámek je upraven renesanční psaníčkovou sgrafitovou technikou, valbová střecha je pokryta břidlicí.
Prostory zámku slouží obecnímu úřadu (kanceláře, obřadní síň, knihovna). Vybavení obřadní síně navrhli brněnští architekti Kamila Plannerová a Pavel Kryl. Ke kulturním a společenským akcím je využíván společenský sál a salonek. V části východního křídla je restaurace.

## Galerie

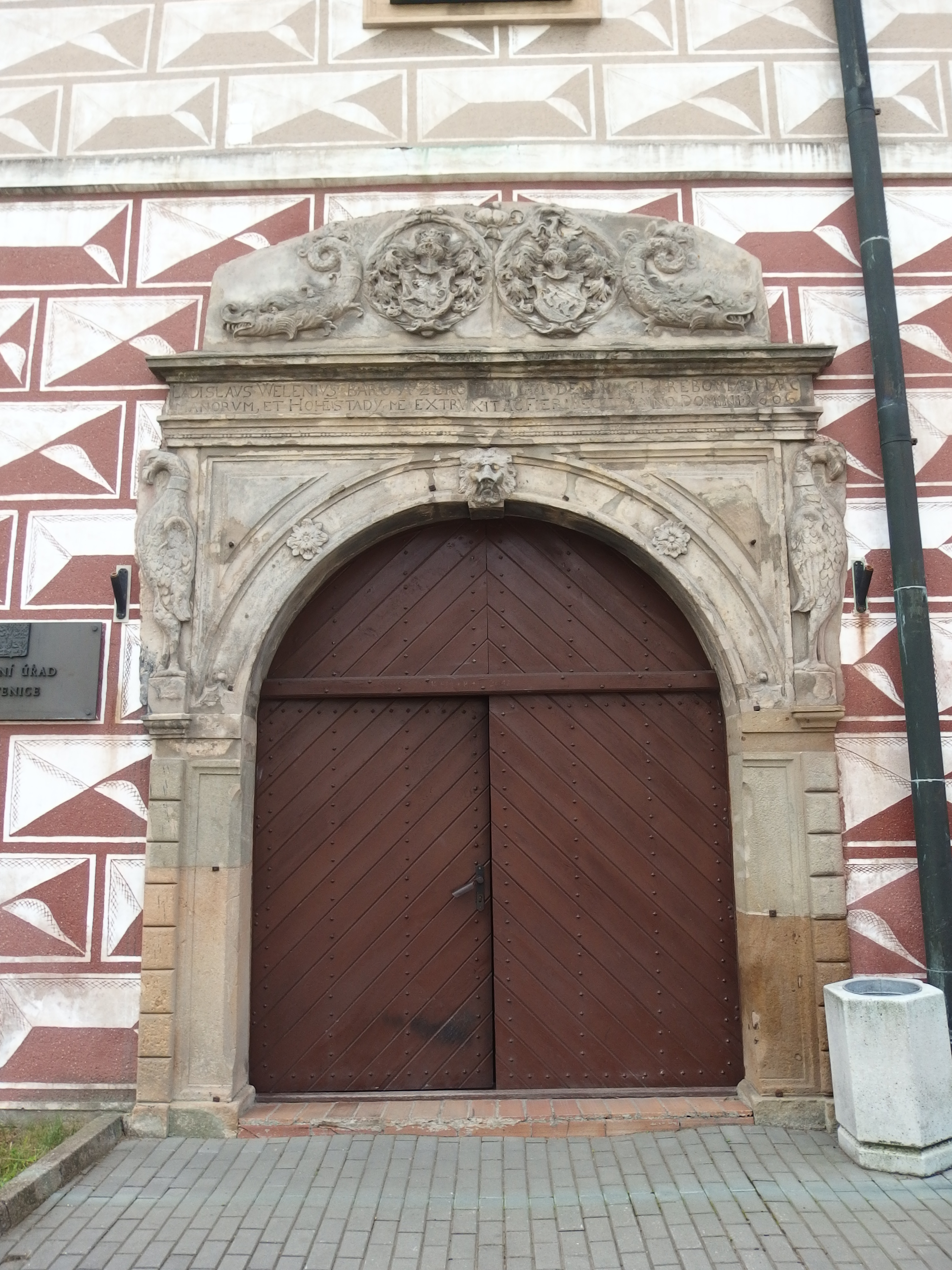
Renesanční portál
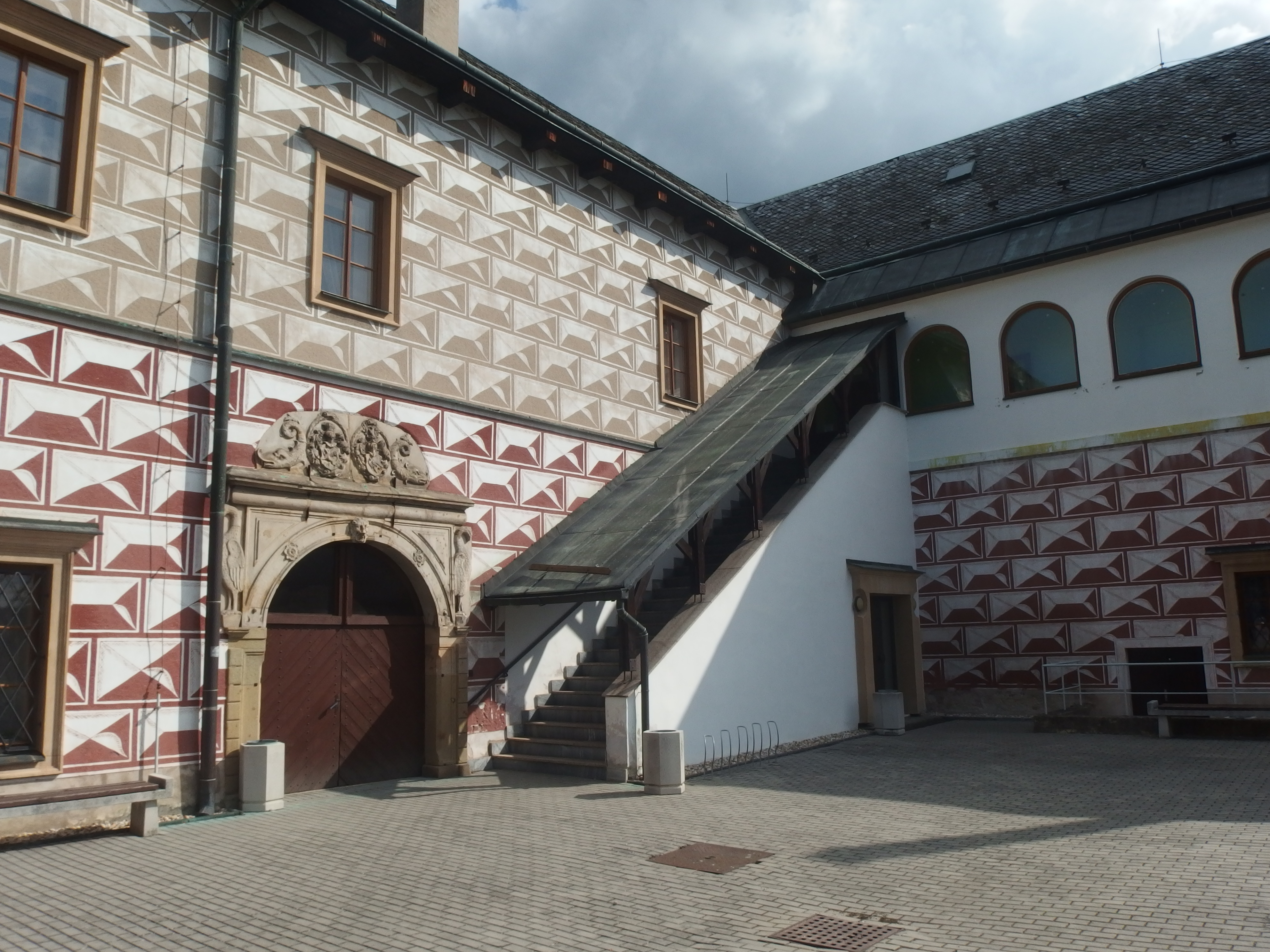
Nádvoří
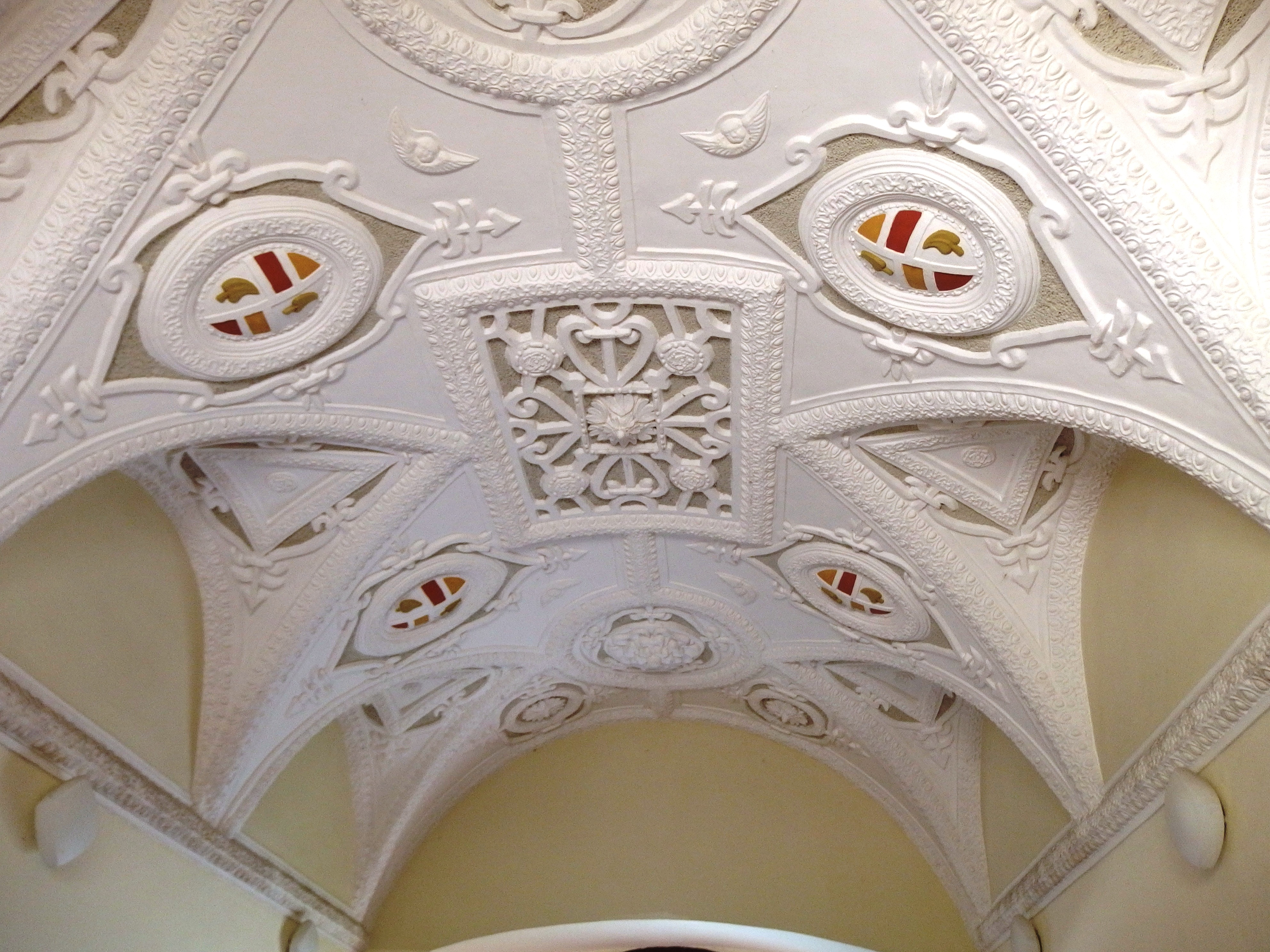
Štukový strop